# شانگری لا دی دا
«شانگری لا دی دا» آلبومی از استون تمپل پایلتس است که در سال ۲۰۰۱ میلادی منتشر شد.